# Willem Hessels van Hest
Willem Hessels van Est, talvolta italianizzato in Guglielmo Estio (Gorinchem, 1542 – Douai, 1613), è stato un teologo olandese.
Docente di teologia a Douai, dal 1595 fu cancelliere dell'università del luogo. Nel 1614 commentò acutamente le Lettere di Paolo in un pregiato volumetto.

## Opere

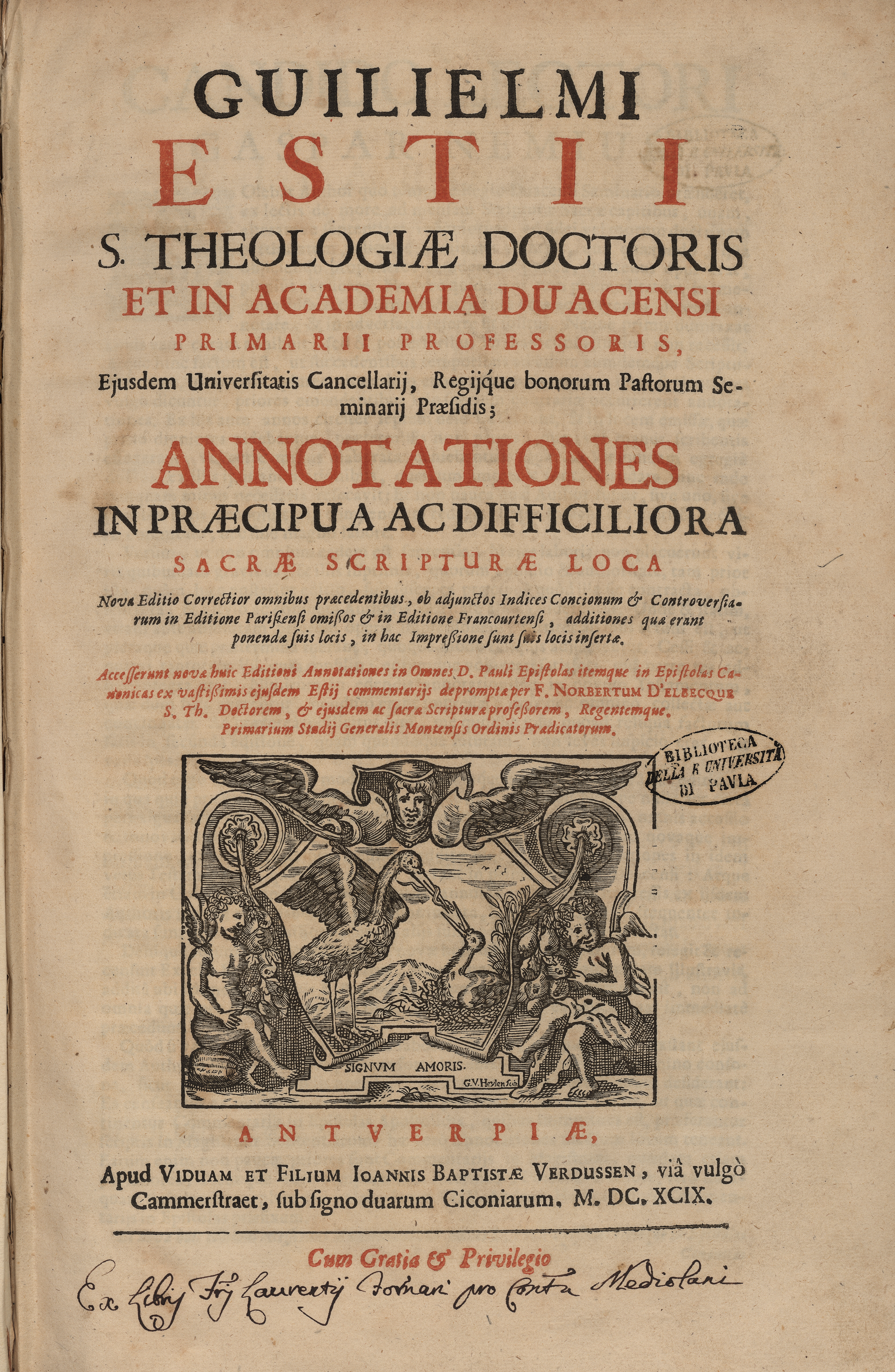
Annotationes in praecipua ac difficiliora Sacrae Scripturae loca, 1699

- (LA) In omnes divi Pauli epistolas commentarii, vol. 1, Duaci, Balthazar Bellère, 1614.
- (LA) In omnes divi Pauli epistolas commentarii, vol. 2, Duaci, Balthazar Bellère, 1616.
- (LA) In quatuor libros sententiarum commentaria, vol. 1, Parisiis, Jacques Quesnel, 1647.
- (LA) In quatuor libros sententiarum commentaria, vol. 2, Parisiis, Jacques Quesnel, 1647.
- (LA) In quatuor libros sententiarum commentaria, vol. 3, Parisiis, Jacques Quesnel, 1647.
- (LA) In quatuor libros sententiarum commentaria, vol. 4, Parisiis, Jacques Quesnel, 1648.
- (LA) Annotationes in praecipua ac difficiliora Sacrae Scripturae loca, Antuerpiae, Jan Baptiste Verdussen, 1699.